# سیامک احصایی
سیامک احصایی (زاده ۲ مهر ۱۳۳۶ - آبادان) طراح صحنه و لباس، کارگردان و بازیگر  اهل ایران است.
وی دانش‌آموخته ی نقاشی از دانشگاه کلیولند اوهایو آمریکا است. احصایی فعالیت سینمایی اش را از سال (۱۳۷۴) آغاز کرد. وی همچنین در طراحی صحنه و لباس تئاتر و سریال‌های تلویزیونی فعالیت داشته‌است.

## فعالیت های هنری

### طراحی صحنه و لباس
| عنوان                    | کارگردان          | سال  |
| ------------------------ | ----------------- | ---- |
| چاقی                     | راما قویدل        | ۱۳۹۳ |
| انعکاس                   | رضا کریمی         | ۱۳۸۶ |
| آفتاب برهمه یکسان میتابد | عباس رافعی        | ۱۳۸۴ |
| قدمگاه                   | محمد مهدی عسگرپور | ۱۳۸۲ |
| نوک برج                  | کیومرث پوراحمد    | ۱۳۸۲ |
| توکیو بدون توقف          | سعید عالم زاده    | ۱۳۸۱ |
| سیزده گربه روی شیروانی   | علی عبدالعلی زاده | ۱۳۸۱ |
| تارزن و تارزان           | علی عبدالعلی زاده | ۱۳۸۰ |
| عینک دودی                | محمدحسین لطیفی    | ۱۳۷۸ |
| رنجر                     | احمد مرادپور      | ۱۳۷۷ |
| آخرین نبرد               | حمید بهمنی        | ۱۳۷۶ |
| معصوم                    | داوود توحیدپرست   | ۱۳۷۶ |
| در سرزمینی دیگر          | مجید جوانمرد      | ۱۳۷۵ |
| فرار از جهنم             | شفیع آقا محمدیان  | ۱۳۷۴ |
| ویرانگر                  | ابوالقاسم طالبی   | ۱۳۷۴ |
| فرار مرگبار              | تورج منصوری       | ۱۳۷۴ |
| دشمن                     | عباس بابویهی      | ۱۳۷۴ |

| عنوان                         | کارگردان         | سال  |
| ----------------------------- | ---------------- | ---- |
| عصر جدید                      | احسان علیخانی    | ۱۳۹۷ |
| دولت مخفی                     | راما قویدل       | ۱۳۹۲ |
| گاو صندوق                     | مازیار میری      | ۱۳۸۸ |
| دنده معکوس                    | حسن فتحی         | ۱۳۸۸ |
| زندگی روی آسفالت(تله فیلم)    | رضا ضیایی        | ۱۳۸۶ |
| روی خط صفر(تله فیلم)          | آرش قادری        | ۱۳۸۶ |
| اغما                          | سیروس مقدم       | ۱۳۸۶ |
| روز رفتن                      | جواد افشار       | ۱۳۸۵ |
| مرده متحرک                    | رضا کریمی        | ۱۳۸۴ |
| جایزه بزرگ                    | مهران مدیری      | ۱۳۸۳ |
| کدو مطبخ                      | روزبه معصومی     | ۱۳۸۱ |
| ریشه ها                       | احمد امینی       | ۱۳۸۰ |
| گلخند                         | روزبه معصومی     | ۱۳۸۰ |
| غریبه (مجموعه تلویزیونی ۱۳۷۹) | جواد اردکانی     | ۱۳۸۰ |
| چای قند پهلو                  | ناصر هاشمی       | ۱۳۷۹ |
| عشق سالهای جنگ                | علی بهادر        | ۱۳۷۹ |
| زمین آفتاب                    | جواد شمقدری      | ۱۳۷۸ |
| دانی و من                     | علی عبدالعلیزاده | ۱۳۷۸ |
| کت جادویی                     | حسین لطیفی       | ۱۳۷۸ |
| خبرنگار خارجی                 | حسن لطیفی        | ۱۳۷۷ |
| شرکت                          | عبدالله پاکیده   | ۱۳۷۶ |
| در انتظار صبح                 | مجید جوانمرد     | ۱۳۷۵ |

| عنوان                                     | طراحی صحنه               | کارگردان        | مکان                                                                | سال  |
| ----------------------------------------- | ------------------------ | --------------- | ------------------------------------------------------------------- | ---- |
| مرغ دریایی                                | سیامک احصایی             | کیومرث مرادی    | سالن استاد سمندریان                                                 | 1398 |
| دیر راهبان                                | سیامک احصایی             | کیومرث مرادی    | سالن چهارسو                                                         | 1397 |
| بینوایان                                  | سیامک احصایی             | حسین پارسایی    | هتل اسپینانس                                                        | 1397 |
| یک روز تابستانی                           | سیامک احصایی             | پارسا پیروز فر  | سالن استاد ناظر زاده                                                | 1397 |
| آکواریوم                                  | سیامک احصایی             | سیامک احصایی    | چهارسو                                                              | 1396 |
| خانه ابری                                 | سیامک احصایی             | سیامک احصایی    | سالن استاد سمندریان                                                 | 1395 |
| جان گز                                    | سیامک احصایی             | نیما دهقان      | سالن سرو                                                            | 1394 |
| تونل                                      | سیامک احصایی             | سیامک احصایی    | تئاتر باران                                                         | 1394 |
| مرداب روی بام                             | سیامک احصایی             | رضا گوران       | تماشاخانه ایران شهر سالن استاد ناظر زاده                            | 1393 |
| قرار                                      | سیامک احصایی             | سیامک احصایی    | تالار حافظ                                                          | 1392 |
| روز سیاووش                                | سیامک احصایی             | شکرخدا گودرزی   | تالار سنگلج                                                         | 1392 |
| نام همه مصلوبان عیسی است                  | سیامک احصایی             | ایوب آقاخانی    | تماشاخانه ایران شهر سالن استاد ناظر زاده                            | 1392 |
| نصرت خانم مادرم و نوروز                   | سیامک احصایی             | امیر دژاکام     | سالن اصلی تئاترشهر                                                  | 1391 |
| بانوی آب و آیینه                          | سیامک احصایی             | حسین پارسایی    | تالار اندیشه                                                        | 1391 |
| آمدیم،نبودید،رفتیم                        | سیامک احصایی             | رضا حداد        | سالن استاد سمندریان                                                 | 1391 |
| وقتی وودی آلن مادام بواری را ترجیح می دهد | سیامک احصایی             | عاطفه تهرانی    | سالن سایه                                                           | 1391 |
| سردار مهر و ماه                           | سیامک احصایی             | حسین پارسایی    | تالار اندیشه                                                        | 1391 |
| نویسنده مرده است                          | سیامک احصایی             | آرش عباسی       | سالن سایه                                                           | 1391 |
| راهزنان                                   | سیامک احصایی             | کوشک جلالی      | سالن اصلی تئاتر شهر                                                 | 1391 |
| میخواهم با میوسو ملاقات کنم               | سیامک احصایی             | محمود عزیزی     | سالن اصلی تئاتر شهر                                                 | 1390 |
| خواجه نظام                                | سیامک احصایی             | شکرخدا گودرزی   | سالن چهارسو                                                         | 1390 |
| مرگ و پنگوئن                              | سیامک احصایی             | عبدالخالق مصدق  | تئاتر شهر و شهرستان گرگان                                           | 1390 |
| یک دامن ماه و ستاره                       | سیامک احصایی             | امیر دژاکام     | تالار وحدت                                                          | 1389 |
| سنگ و سبو                                 | سیامک احصایی             | علیرضا محمودی   | تالار وحدت                                                          | 1389 |
| ابرهای پشت حنجره                          | سیامک احصایی             | رضا گوران       | سالن قشقایی و بیست و نهمین جشنواره بین المللی تئاتر فجر             | 1389 |
| نامههایی به تب                            | سیامک احصایی             | سیامک احصایی    | سالن استاد سمندریان و بیست و نهمین جشنواره بین المللی تئاتر فجر     | 1389 |
| باغ مرگ                                   | سیامک احصایی             | سیامک احصایی    | سالن استاد سمندریان و بیست و هشتمین جشنواره بین المللی تئاتر فجر    | 1389 |
| مکاشفه در باب یک مهمانی خاموش             | سیامک احصایی             | رضاحداد         | سالن استاد سمندریان و بیست و هشتمین جشنواره بین المللی تئاتر فجر    | 1389 |
| یک دامان ماه و ستاره                      | سیامک احصایی             | امیر دژاکام     | تالار وحدت                                                          | 1389 |
| شهر بدون آسمان                            | سیامک احصایی             | کیومرث مرادی    | سالن چهارسو                                                         | 1389 |
| ترمینال                                   | سیامک احصایی             | سیامک احصایی    | تالار مولوی و بیست و ششمین جشنواره بین المللی تئاتر فجر             | 1388 |
| تئاتر عروسکی هشت لحظه                     | سیامک احصایی             | زهرا صبری       | سالن سایه                                                           | 1385 |
| واقعیت اینه که خورشید دور ماه میگرده      | سیامک احصایی             | سیامک احصایی    | سالن قشقایی و بیست و چهارمین جشنواره بین المللی تئاتر فجر تئاتر شهر | 1384 |
| پیکر زن همچون میدان نبرد                  | سیامک احصایی             | مریم شیرازی     | تالار نو و بیست و چهارمین جشنواره بین المللی تئاتر فجر              | 1384 |
| تکیه ملت                                  | سیامک احصایی( مدیر هنری) | حسین کیانی      | سالن چهارسو                                                         | 1384 |
| شما خانمی با مانتو آبی ندیدید؟            | سیامک احصایی             | رحیم نوروزی     | سالن قشقایی                                                         | 1384 |
| تئاتر اجباری                              | سیامک احصایی( مدیر هنری) | حسین کیانی      | سالن قشقایی                                                         | 1383 |
| با دهان بندسکوت                           | سیامک احصایی             | رضا حداد        | تالار نو و بیست و دومین جشنواره بین المللی تئاتر فجر                | 1382 |
| رقصی چنین                                 | سیامک احصایی             | محمدرضایی راد   | تالار مولوی و بیست و دومین جشنواره بین المللی تئاتر فجر             | 1382 |
| زمزمه مردگان                              | سیامک احصایی             | سیامک احصایی    | سالن قشقایی و بیست و یکمین جشنواره بین المللی تئاتر فجر تئاتر شهر   | 1381 |
| آنتیگونه در نیویورک                       |                          | سیامک احصایی    | تالار نو                                                            | 1381 |
| لوله                                      | سیامک احصایی             | نیما دهقان      | سالن قشقایی ، بیست و یکمین جشنواره بین المللی تئاتر فجر تئاتر شهر   | 1381 |
| قهوه تلخ                                  | سیامک احصایی             | شبنم طلویی      | سالن سایه ،بیست و یکمین جشنواره بین المللی تئاتر فجر تئاتر شهر      | 1381 |
| آبگوشت زهرماری                            | سیامک احصایی             | آرش آبسالان     | سالن چهارسو                                                         | 1381 |
| داستان خرسهای پاندا                       | سیامک احصایی             | تینوش نظم جو    | سالن سایه                                                           | 1381 |
| شب نشینی در جهنم                          | سیامک احصایی             | رحمان سیفی آزاد | سالن قشقایی ،بیستمین جشنواره بین المللی تئاتر فجر تئاتر شهر         | 1380 |
| دل سگ                                     | سیامک احصایی             | محمد یعقوبی     | سالن چهارسو                                                         | 1379 |
| سه سال و یک دوم                           | سیامک احصایی             | امیر آقایی      | تالار نو                                                            | 1379 |

### بازیگری
| عنوان                     | کارگردان         | سال  |
| ------------------------- | ---------------- | ---- |
| تله فیلم                  |                  |      |
| تاریکی                    | مهدی کرم‌پور      | ۱۳۸۶ |
| شطرنج باز                 | علاءالدین پژهان  | ۱۳۸۸ |
| آتش زیر خاکستر            | کاوه سجادی حسینی | ۱۳۸۸ |
| بی پایان                  | کاوه سجادی حسینی | ۱۳۸۸ |
| دیوار شیشه ای             | نوید میهن دوست   | ۱۳۹۵ |
| فیلم کوتاه                |                  |      |
| عملیات ۷۴۷                | محمد اسماعیلی    | ۱۳۹۵ |
| بیست وسوم                 | پوپک مظفری       | ۱۳۸۵ |
| سریال                     |                  |      |
| عملیات ۱۲۵                | بهروز افخمی      | ۱۳۸۶ |
| نردبام آسمان              | محمدحسین لطیفی   | ۱۳۸۷ |
| سرزمین مادری              | کمال تبریزی      | ۱۳۹۳ |
| لحظهٔ گرگ و میش            | همایون اسعدیان   | ۱۳۹۷ |
| هیولا                     | مهران مدیری      | ۱۳۹۸ |
| خسوف                      | مازیار میری      | ۱۴۰۰ |
| شریک جرم                  | مازیار میری      | ۱۴۰۲ |
| سینمایی                   |                  |      |
| کارگران مشغول کارند       | مانی حقیقی       | ۱۳۸۴ |
| آفتاب بر همه یکسان می‌تابد | عباس رافعی       | ۱۳۸۵ |
| گزارش یک جشن              | ابراهیم حاتمی‌کیا | ۱۳۸۹ |
| روزی که مینا گم شد        | امیرشهاب رضویان  | ۱۳۹۰ |
| حوض نقاشی                 | مازیار میری      | ۱۳۹۱ |
| امکان مینا                | کمال تبریزی      | ۱۳۹۴ |
| آزاد به قید شرط           | حسین شهابی       | ۱۳۹۵ |
| کت چرمی                   | حسین میرزامحمدی  | ۱۴۰۱ |

### فعالیت های تجسمی
| عنوان                                     | مکان                                                                | زمان و جوائز                        |
| ----------------------------------------- | ------------------------------------------------------------------- | ----------------------------------- |
| کتاب تاریخ ترجمه پیر گاردین (اینستالیشن)  | نمایشگاه هنر جدید- تهران- ایران نمایشگاه 3 سالانه هنر جدید دهلی-هند | برگزیده نمایشگاه هنر جدید 1383      |
| چهارپایه ها و یادداشت ها(اینستالیشن)      | گالری محسن                                                          | 1395                                |
| خروسها (مشترک با آتیلا پسیانی) حجم        | گالری خاک                                                           | 1383                                |
| 99 قطعه استیک برای شام سیزیف (اینستالیشن) | نمایشگاه هنر مفهومی نیاوران برای اینستالیشن 1384                    | برگزیده نمایشگاه هنر مفهومی نیاوران |

### کنسرت موسیقی
| نام اثر                      | مکان       | عنوان                     |
| ---------------------------- | ---------- | ------------------------- |
| اجرای کنسرت گروه پالت ۱۳۹۴   | تالار وحدت | کارگردان هنری و طراح دکور |
| اجرای کنسرت گروه داماهی ۱۳۹۴ | سالن آزادی | کارگردان هنری و طراح دکور |

## جشنواره های بین المللی
| جشنواره                                        | نام نمایش                                 | عنوان                         | سال  |
| ---------------------------------------------- | ----------------------------------------- | ----------------------------- | ---- |
| جشنواره بین المللی راه ابریشم- دویزبورگ. آلمان | قهوه تلخ                                  | طراح صحنه                     | 1382 |
| جشنواره بین المللی عروسکی پراگ- چک             | 8 لحظه                                    | طراح صحنه                     | 1385 |
| جشنواره بین المللی راه ابریشم-دویزبورگ. آلمان  | واقعیت اینه که خورشید دور ماه میگرده      | کارگردان و طراح صحنه          | 1385 |
| جشنواره بین المللی راه ابریشم-دویزبورگ.آلمان   | ترمینال                                   | نویسنده ،کارگردان و طراح صحنه | 1387 |
| جشنواره بین المللی اونیون-فرانسه               | شش دقیقه و سی شش کیک تولد                 | کارگردان ،طراح صحنه و نویسنده | 1389 |
| جشنواره بین المللی مارین باد فرایبورگ          | واقعیت اینه که خورشید دور ما میگردد       | کارگردان و طراح صحنه          | 1389 |
| اجرا در کشور گرجستان                           | تونل                                      | کارگردان و طراح صحنه          | 1388 |
| جشنواره بین المللی اوترخت هلند                 | پیکر زن همچون میدان نبرد(مریم شیرازی)     | طراح صحنه                     | 1384 |
| اجرا در مانهایم آلمان                          | راهزنان                                   | طراح صحنه                     | 1391 |
| اجرا در آمستردام هلند                          | مرد روبرو(رضا گوران )                     | طراح صحنه                     | 1390 |
| جشنواره عشق و انسانیت کره جنوبی                | مکاشفه در باب یک میهمانی خاموش (رضا حداد) | طراح صحنه                     | 1389 |
| اونیون فرانسه                                  | شهر بدون آسمان (کیومرث مرادی)             | طراح صحنه                     | 1389 |

## جوایز
- جایزه بهترین طراحی صحنه برای نمایش جان گز از جشنواره تئاتر دفاع مقدس (۱۳۹۴)
- جایزه بهترین نمایش برای خانه ابری از سی و پنجمین جشنواره تئاتر فجر (۱۳۹۵)
- تقدیر کارگردانی برای نمایش آکواریم از سی و ششمین جشنواره تئاتر فجر (۱۳۹۶)
- بیست و نهمین جشنواره بین المللی تئاتر فجر- جایزه بهترین طراح صحنه برای نمایش نامه هایی به تب و ابرهای پشت پنجره (۱۳۸۹)
- کانون منتقدین جهانی 2011- کاندید بهترین کارگردانی و طراحی صحنه برای نمایش باغ مرگ (۱۳۸۹)
- بیست و ششمین جشنواره بین المللی تئاتر فجر-کاندید بهترین طراحی صحنه و نویسندگی برای نمایش ترمینال (۱۳۸۶)
- بیست و چهارمین جشنواره بین المللی تئاتر فجر-جایزه بهترین طراحی صحنه برای نمایش واقعیت اینه که خورشید دور ما می گرده (۱۳۸۴)
- بیست و چهارمین جشنواره بین المللی تئاتر فجر- کاندیدای بهترین کارگردانی برای نمایش واقعیت اینه که خورشید دور ما می گرده (۱۳۸۴)
- بیست و دومین جشنواره بین المللی تئاتر فجر- جایزه بهترین طراحی صحنه برای نمایش با دهان بند سکوت و رقصی چنین (۱۳۸۲)
- بیست و یکمین جشنواره بین المللی تئاتر فجر-جایزه سوم طراحی صحنه برای نمایش قهوه تلخ (۱۳۸۱)
- بیستمین جشنواره بین المللی تئاتر فجر-جایزه بهترین طراحی صحنه برای نمایش شب نشینی در جهنم
- دریافت جایزه اول طراحی صحنه از کانون ملی منتقدان برای نمایش شب نشینی در جهنم (۱۳۸۰)
- جایزه بهترین بازیگر مرد از جشنواره عشق و ایثار گرگان براری فیلم کوتاه عملیات ۷۴۷ (۱۳۹۵)